# 라일락
라일락(Lilac)은 꿀풀목 물푸레나무과의 낙엽 활엽 소교목이다. 수수꽃다리속의 다른 종 식물을 부르는 말로 쓰이기도 한다. 유럽 남동부 발칸반도가 원산지이며, 온대 아시아에 걸친 지방에서 많이 가꾼다.

## 이름
라일락의 이름은 푸르스름한(bluish)을 의미하는 아라비아어 "라일락(Arabic: ليلك)"을 영어로 번역하기도 하고, 페르시아어 "닐락(Persian: نیلک)"을 프랑스어로 번역하여 사용하기도 한다. "라일락"은 영어 번역을 해도 라일락이지만 "릴락"은 "ㄱ"발음이 없어 "릴라"라고 한다.

## 형태
품종에 따라 흰색·연보라색·붉은 보라색 등의 꽃이 피는데, 보라색 계통이 가장 흔하다. 꽃에서 나는 향기가 좋아 세계적으로 인기 있는 관상수이다. 홑꽃이 피는 것, 겹꽃이 피는 것 등이 있다. 꽃은 향기가 은은하고 강하다. 약 6m까지 자라며, 가지는 많이 갈라져 넓게 퍼지고, 꽃이 가지에 빽빽하게 달린다. 녹색을 띠는 잎은 길이가 약 13cm이며 길이가 약 25cm인 꽃차례를 이룬다.

## 사진 모음

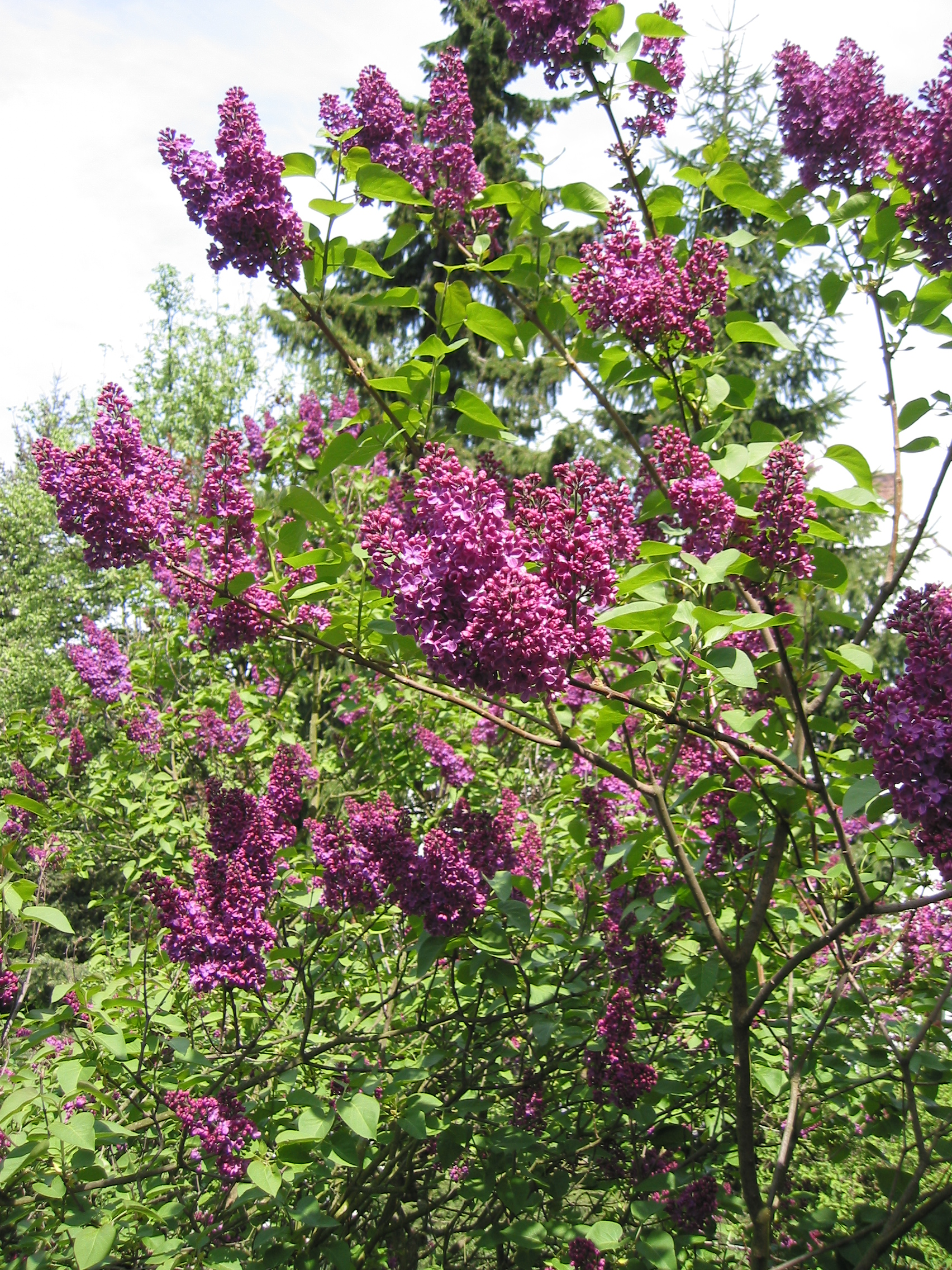
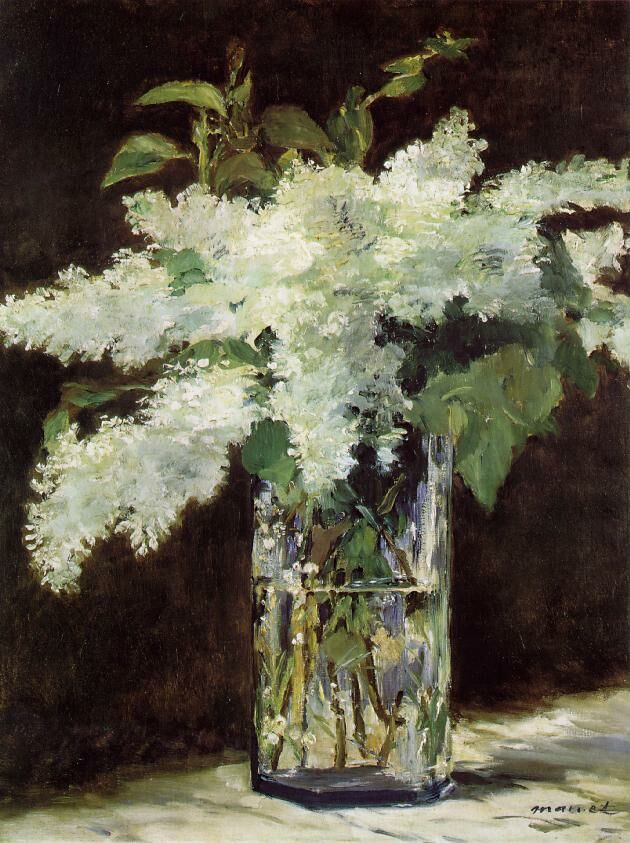
《꽃병에 꽃힌 라일락》(에두아르 마네, 1882)
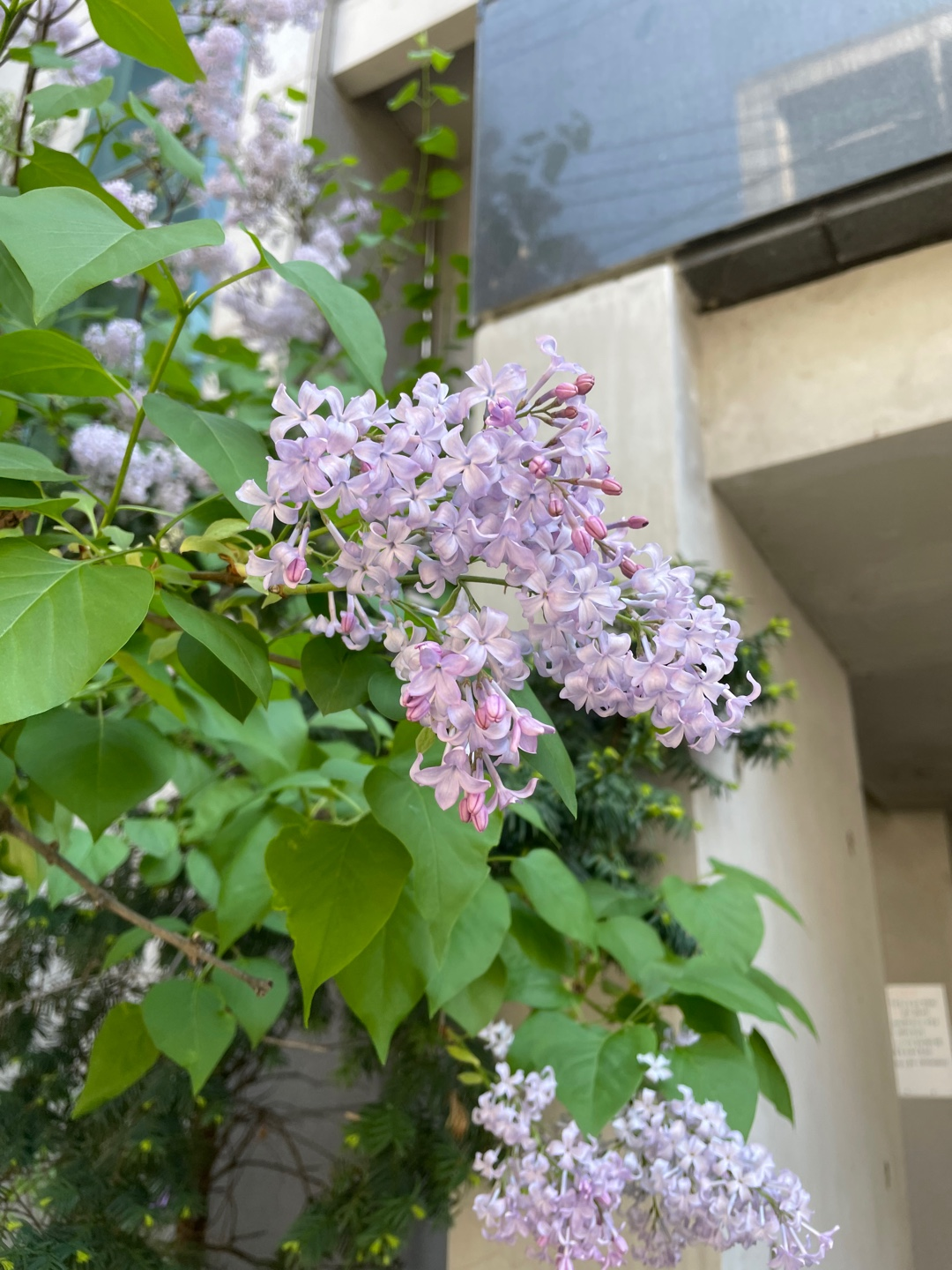
2021년 서울에 핀 라일락 근접 사진

## 라일락 배경 문학 작품
- 《라일락꽃 피는 집》 - 루이자 메이 올콧

## 같이 보기
- 수수꽃다리